# Djibouti Airlines
Djibouti Airlines – linia lotnicza obsługująca głównie kierunki wschodnioafrykańskie i Bliski Wschód z siedzibą w Dżibuti. W 2009 roku została jej odebrana licencja na transport pasażerski.

## Porty docelowe

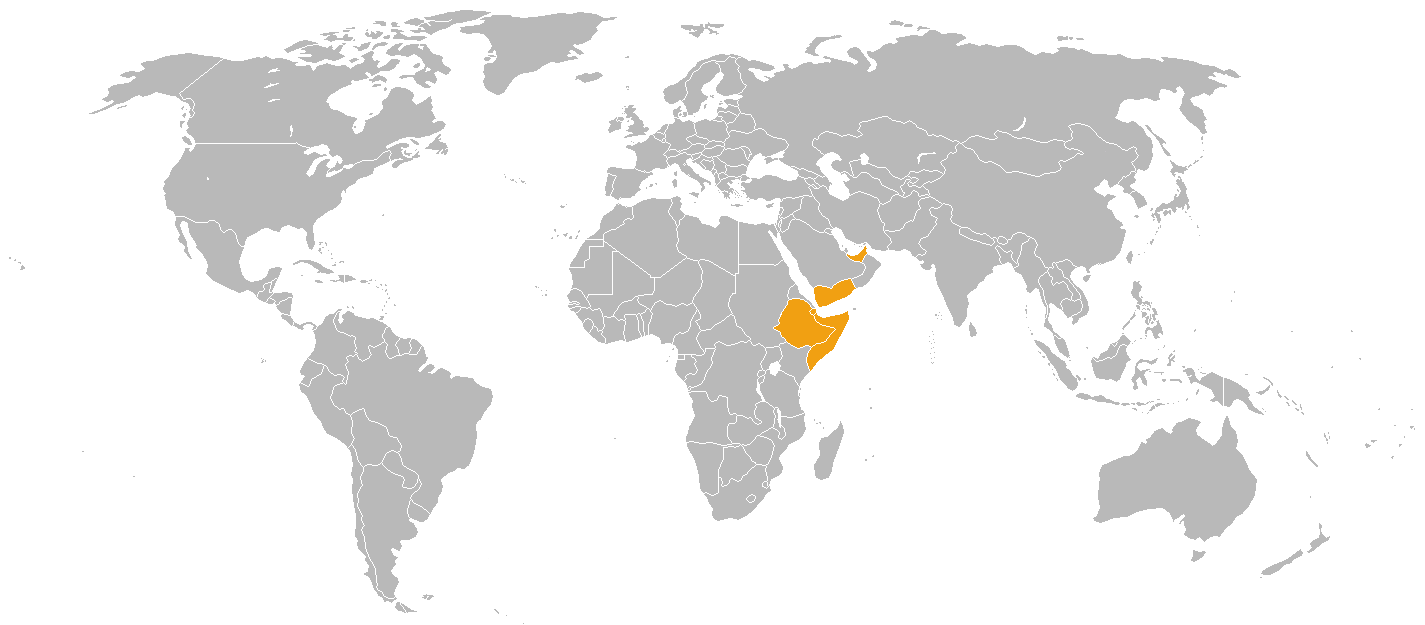
Mapa państw, do których lata Djibouti Airlines

### Afryka
- Dżibuti
  - Dżibuti (Port lotniczy Dżibuti-Ambouli)
- Etiopia
  - Addis Abeba (Port lotniczy Addis Abeba)
  - Dire Daua (Port lotniczy Dire Dawa)
- Somalia
  - Hargejsa (Port lotniczy Hargejsa-Egal)
  - Boorama (Port lotniczy Boorama)
  - Boosaaso (Port lotniczy Boosaaso)
  - Burao (Port lotniczy Burao)
  - Gaalkacyo (Port lotniczy Gaalkacyo)

### Azja
- Jemen
  - Aden (Port lotniczy Aden)
- Zjednoczone Emiraty Arabskie
  - Dubaj (Port lotniczy Dubaj)

## Flota
- 1 An-24RV